# Duvelisib
Duvelisib (marca Copiktra) es un fármaco utilizado para el tratamiento de la leucemia linfática crónica (LLC/CLL), linfoma linfocítico pequeño (LLP/SLL) y linfoma folicular tras el fracaso de otros tratamientos. Es un tratamiento que se administra oralmente (por boca). El duvelisib es un inhibidor dual de PI3Kδ y PI3Kγ fabricado por la compañía farmacéutica estadounidense Verastem Oncology ubicada en Boston.
Los efectos secundarios más comunes incluyen diarrea, disminución del recuento de glóbulos blancos (leucopenia), sarpullido, sensación de cansancio, fiebre y dolores musculares. Otros efectos secundarios graves incluyen inflamación de los pulmones e infecciones.

## Uso médico
Duvelisib es utilizado para tratar la leucemia linfática crónica (LLC/CLL), linfoma linfocítico pequeño (LLP/SLL) y linfoma folicular después de que otros tratamientos anteriores hayan fracasado. Es por tanto un medicamento de segunda línea.

## Mecanismo de acción
Duvelisib es un inhibidor de la Fosfoinosítido 3-cinasa, específicamente de las isoformas delta y gamma de PI3K. Esta clase de compuestos actúa impidiendo que la PI3K desempeñe su papel en la Transducción de señales desde el exterior de las células hacia diversas vías intracelulares implicadas en la regulación del ciclo celular, la apoptosis, la reparación del ADN, la senescencia, la angiogénesis y el metabolismo celular, incluida la vía PI3K/AKT/mTOR

## Historia: descubrimiento y propiedad
Duvelisib, molécula denominada inicialmente IPI-145, fue descubierta por Intellikine, una compañía fundada en septiembre de 2007 dedicada a la investigación en bioquímica con origen en el laboratorio de Kevan Shokat en la Universidad de California en San Francisco.
En junio de 2016 Infinity anunció los resultados de la fase II del ensayo clínico con duvelisib. En noviembre de 2016 Infinity registró los derechos de duvelisib para todo el mundo a la compañía 'Verastem Oncology' por poco dinero en comparación con acuerdos anteriores; el acuerdo no incluía ningún pago inicial, un pago de 6 millones de dólares por el éxito en un ensayo de fase 3 en la leucemia linfocítica crónica y  un pago de 22 millones por la aprobación de la FDA y así como de otros derechos (regalías).
Duvelisib ha recibido la designación de medicamento huérfano en Estados Unidos para el tratamiento del linfoma periférico de células T]] (LPCT/PTCL) en 2019. 
En septiembre de 2020 Duvelisib fue vendido por 'Verastem' a 'Secura Bio, Inc.' por 70 millones de dólares y otros pagos adicionales de regalías y porcentajes futuros.

## Estatus legal de Duvelisib
En abril de 2018 Verastem presentó una solicitud de nuevo fármaco para duvelisib para el tratamiento de la leucemia linfocítica crónica/linfoma linfocítico pequeño (CLL/LLP) en recaída o refractario y la aprobación acelerada para el linfoma folicular (LF) en recaída o refractario. La FDA aprobó la solicitud en septiembre de 2018.
Duvelisib está destinado a ser utilizado en pacientes que han recibido al menos dos terapias sistémicas previas, y lleva una advertencia de alto riesgo (advertencia de 'recuadro negro' o Boxed warning') debido al riesgo de toxicid mortal y graves: infecciones, diarrea o colitis, reacciones cutáneas y neumonitis.

### Agencia Europea de Medicamentos
El 25 de marzo de 2021 el Comité de medicamentos para uso humano de la Agencia Europea de Medicamentos (EMA) emitió un dictamen positivo, recomendando la concesión de una autorización de comercialización para el medicamento Copiktra (duvelisib), destinado al tratamiento de adultos con leucemia linfocítica crónica (LLC) en recaída o refractaria y linfoma folicular (LF) refractario. El solicitante de este medicamento es Verastem Europe GmbH.